# Зграда Народног купатила у Планиници
Зграда Јавног купатила у Планиници се налази у Планиници, на територији града Зајечара у Зајечарском округу, Србија. Уврштен је на листу заштићених споменика културе Републике Србије.
Зграда је изграђена између 1927. и 1929. године.

## Повезани чланак
- Споменици културе Зајечарског округа